# Волго-Каспийская Киргизия
Волго-Каспийская Киргизия — административная единица (область) в составе Букеевской губернии, существовавшая в 1919—1921 годах. Так как почти всё население Волго-Каспийской Киргизии было кочевым, административного центра область не имела.
Волго-Каспийская Киргизия образована 21 ноября 1919 года из Абубакировской и Семибугровской волостей Астраханского уезда и Архаровской, Джариковской, Синеморской, Тлендиевской волостей Красноярского уезда Астраханской губернии, населённых главным образом казахами. Для управления была назначена особая комиссия (ревком) из состава Кирревкома из пяти человек. В 1920 году к Волго-Каспийская Киргизии отошли ещё 4 волости Астраханской губернии: Ганюшкинская, Сафоновская, Самхинская и Николаевская.
Поскольку вышестоящими по отношению к исполкому Астраханской губернии и Кирревкому советскими властями (Совнаркомом и ВЦИК) это решение не было ратифицировано, влияние Кирревкома ограничивалось политической и культмассовой работой, а также постановкой народного просвещения.
Волго-Каспийская Киргизия просуществовала до конца июля 1921 года, когда была создана Киргизская АССР. Её земли (без Архаровской волости, территория которой примерно соответствовала позднему Володарскому району Астраханской области) большей частью отошли к II Приморскому уезду Букеевской губернии этой республики.